# Gare d’Ailly-sur-Noye
Gare d’Ailly-sur-Noye vasútállomás Franciaországban, Ailly-sur-Noye településen.

## Vasútvonalak
Az állomást az alábbi vasútvonalak érintik:
- Párizs-Lille-vasútvonal

## Kapcsolódó állomások
A vasútállomáshoz az alábbi állomások vannak a legközelebb:
- Gare de La Faloise
- Gare de Dommartin - Remiencourt
- Gare de Longueau (C10)